# Nothing OS
Nothing OSとは、Nothing Technology Limited (通称Nothing)が自社製品であるNothing Phone (1)、Nothing Phone (2)、Nothing Phone (2a)、Nothing Phone (2a) Plus、CMF Phone 1向けに開発したAndroidベースのOSである。
また、他社製のAndroidスマートフォン向けにNothing Launcherも2022年 4月 28日にリリース。
現在はGoogle Playストアにてダウンロード可能。しかし、一部のAndroidスマートフォンではダウンロードおよびインストールができない状態となっている。

## アップデート履歴[4]
V1.1.0 - 2022/7/22
V1.1.2 - 2022/8/3
V1.1.3 - 2022/8/19
V1.1.4 - 2022/9/28
V1.1.6 - 2022/10/31
V1.1.7 - 2022/11/29
V1.1.8 - 2023/1/19
V1.5.4 - 2023/5/12
V1.5.5 - 2023/7/2
V2.0.1 - 2023/7/16
V2.0.1a - 2023/7/22
V2.0.2 - 2023/8/4
V2.0.2a - 2023/8/22
V2.0.3 - 2023/9/9
V2.0.4 - 2023/10/17
V2.0.5 - 2023/11/23
V2.5.1 - 2023/12/15
V2.5.1a - 2024/1/2
V2.5.2 - 2024/01/23
V2.5.3 - 2024/3/7
V2.5.4 - 2024/3/18
V2.5.3a - 2024/3/21
V2.5.4a - 2024/3/26
V2.5.5 - 2024/4/13
V2.5.5a - 2024/4/25
V2.5.6 - 2024/5/28
V2.6 - 2024/7/8